# Route européenne 64
Pour les articles homonymes, voir E64 et Route 64.
La route européenne 64 (E64) est une route reliant Turin à Brescia.